# アルボザッジャ
アルボザッジャ（伊: Albosaggia）は、イタリア共和国ロンバルディア州ソンドリオ県にある、人口約3,000人の基礎自治体（コムーネ）。

## 地理

### 位置・広がり
ソンドリオ県中部に位置する。県都ソンドリオから南南西へ3km、州都ミラノから北東へ92kmの距離にある。

#### 隣接コムーネ
隣接するコムーネは以下の通り。
- カイオーロ
- カスティオーネ・アンデヴェンノ
- ファエード・ヴァルテッリーノ
- モンターニャ・イン・ヴァルテッリーナ
- ピアテーダ
- ソンドリオ

### 地勢・地形
- 河川：アッダ川

### 地震分類
イタリアの地震リスク階級 (it) では、3 に分類される
。

## 行政

### 山岳部共同体
広域行政組織である山岳部共同体「ヴァルテッリーナ・ディ・ソンドリオ山岳部共同体」 (it:Comunità montana della Valtellina di Sondrio) （事務所所在地: ソンドリオ）を構成するコムーネの一つである。

### 分離集落
アルボザッジャには、以下の分離集落（フラツィオーネ）がある。
- Centro, Moia, Porto, Torchione

## 姉妹都市
- Beaufort、フランス